# 노곡면
노곡면(盧谷面)은 대한민국 강원특별자치도 삼척시의 면이다.

## 개요
노곡면은 삼척시 12개 읍면동 중에서 지리적으로 시 중심부에 위치하고 있다. 산자수려한 환경과 웰빙시대를 위한 맞춤형 건강특산물인 장뇌삼, 가시오가피, 토종꿀, 곤드래나물, 산초시범단지, 토종속감과 명품한우 등을 생산하고 있으며, 새농어촌건설사업과 녹색농촌마을 육성, 장수마을 선정 등 복지농촌으로 거듭나고 있다.

### 지질
노곡면 여삼리 일대에는 조선 누층군의 석회암에 의한 카르스트 지형이 발달한다.

## 연혁
- 조선 인조 9년(1631년) : 노곡이라 칭함
- 조선 영조 35년(1759년) : 6개리
- 1910년 : 고자리에 면청사 설치
- 1924년 : 면청사를 하월산리로 이전
- 1938년 : 17개리
- 1964년 2월 1일 : 마읍출장소 설치
- 1973년 7월 1일 : 금계리가 근덕면에 편입
- 1999년 9월 1일 : 마읍출장소 폐지
- 1999년 10월 25일 : 마읍민원중계소 설치

## 법정리
- 여삼리 (閭三里)
- 우발리 (宇發里)
- 상군천리 (上軍川里)
- 상마읍리 (上麻邑里)
- 상반천리 (上斑川里)
- 상월산리 (上月山里)
- 상천기리 (上川基里)
- 하군천리 (下軍川里)
- 하마읍리 (下麻邑里)
- 하반천리 (下斑川里)
- 하월산리 (下月山里)
- 고자리 (古自里)
- 개산리 (開山里)
- 둔달리 (屯達里)
- 주지리 (舟旨里)
- 중마읍리 (中麻邑里)

## 교육
- 근덕초등학교 마읍분교
  - 마읍초등학교 주지분교
- 근덕초등학교 노곡분교
  - 노곡초등학교 둔달분교
  - 노곡초등학교 여삼분교
  - 근덕초등학교 둔달분교 - 노곡면 둔달리 20

## 특산물
- 장뇌삼
- 가시오가피
- 토종꿀
- 산초